# Metapellobunus
Metapellobunus is een geslacht van hooiwagens uit de infraorde Grassatores.
De wetenschappelijke naam Metapellobunus is voor het eerst geldig gepubliceerd door Roewer in 1923.
Twee soorten komen voor op de Grote Antillen; een soort (M. lapidosus) komt voor in Ecuador.

## Soorten
Het geslacht Metapellobunus omvat de volgende 3 soorten:
- Metapellobunus lapidosus Roewer, 1928
- Metapellobunus  lutzi (Goodnight & Goodnight 1942)
- Metapellobunus unicolor Roewer, 1912